# دينتون (باكينجهامشير)
دينتون (بالإنجليزية: Dinton, Buckinghamshire)‏ هي قرية تقع في المملكة المتحدة في إنجلترا.  يقدر عدد سكانها بـ 809 نسمة .